# Diebold Nixdorf

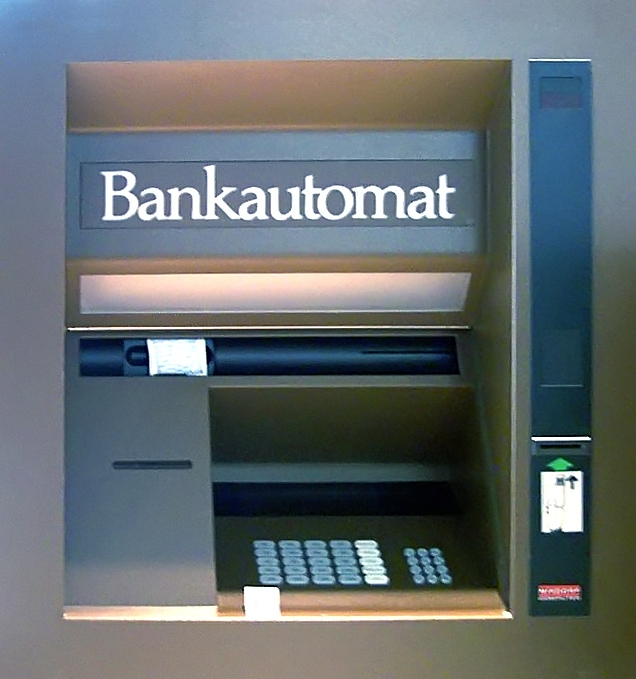
Een typische geldautomaat, van Wincor Nixdorf

Diebold Nixdorf is een beursgenoteerd Amerikaans informatietechnologieconcern dat gespecialiseerd is in de verkoop, fabricage, installatie en service van zelfbedienings-transactiesystemen (zoals geldautomaten en systemen voor de verwerking van valuta), betaalautomaten, fysieke beveiligingsproducten en software en aanverwante diensten voor wereldwijde financiële, retail- en commerciële markten. 
Het bedrijf werd in in 1876 opgericht als Diebold en ging na de overname van het Duitse bedrijf Wincor Nixdorf in 2016 verder onder de naam Diebold Nixdorf.
- International Standard Name Identifier: 0000 0004 0465 3949
- Virtual International Authority File: 159757732